# Иванов, Владимир Львович
Владимир Львович Иванов (25 июля 1967, Рязань, СССР) — советский и российский футболист, защитник, полузащитник, нападающий; тренер.

## Биография
Младший брат матери Иванова Владимира - Александр Иванович Елисеев был мастером спорта по гребле. Сестра матери Татьяна Ивановна Балабаева — заслуженный работник физической культуры и спорта РФ. Сначала занимался бадминтоном, но по совету тренера Виктора Алексеевича Мысливцева перешёл в секцию футбола. В 1983 году в 16 лет дебютировал в команде второй лиги «Спартак» Рязань, уже во втором матче забил гол. В 1983—1986, 1988—1991, 1993—1999 за «Спартак»/«Торпедо» во второй лиге (1993 — в первой) сыграл 441 матч, забил 31 гол. В 2000—2003 годах за «Рязань-Агрокомплект», будучи играющим тренером, в 106 играх забил 6 мячей.
С 2005 года в течение пяти лет возглавлял в качестве главного тренера футбольный клуб «Рязанская ГРЭС» . Результат 1 место в Первенстве России «Золотое кольцо» 2005 г .среди любительских команд, 2 финала кубка МОА «Черноземье». С 2010 года главный тренер мини-футбольного клуба «Элекс-Фаворит». Результаты : Первенство России по мини-футболу среди команд 1 лиги-2011г. 2 место,2012г.2013г.2014г.-1 место. Обладатель Кубка МОА «Черноземье» 2012г . Первенство России по мини-футболу Высшая лига зона «ЮГ» 1 место. 
Владимир Львович подготовил более 20 кандидатов в мастера спорта по футболу. С 2011г. детский тренер МБУ СШ «Фаворит».
За результаты своей работы неоднократно награждался Почетными грамотами городской администрации, имеются Благодарности от Министерства физической культуры и спорта Рязанской области и Министра спорта Российской Федерации.